# Diane Leyre
Pour les articles homonymes, voir Leyre.
Diane Leyre, née le 10 juillet 1997 à Neuilly-sur-Seine (Hauts-de-Seine), est une reine de beauté et animatrice de radio française. En 2021, après être devenue Miss Île-de-France, elle est élue Miss France 2022. Elle est la 92e Miss France et la seizième originaire d'Île-de-France.

## Biographie

### Famille et études
Née le 10 juillet 1997,, Diane Leyre est originaire de Camargue par son père, homme d'affaires dans l'immobilier, et d'une mère hôtesse de l'air ; elle a un frère aîné,. Elle est par ailleurs la  grande-cousine d'Illana Barry, Miss Languedoc-Roussillon 2020 et prix de l'élégance à Miss France 2021.
Elle est titulaire d'un baccalauréat économique et social à l'Institut de l'Alma. Elle étudie ensuite durant quatre années, avec une bourse au mérite, à l’IE University de Madrid, où elle obtient une licence en administration des affaires. Elle est trilingue, parlant espagnol, anglais et français. Au moment de son élection comme Miss France, elle est promotrice immobilière.
En 2020, Diane Leyre lance la marque Ohana Paris, qui propose différentes sangles de sac.

### Miss Île-de-France 2021
Le 4 juillet 2021, Diane Leyre est élue Miss Paris 2021, ce qui lui donne accès au concours de Miss Île-de-France. Elle est élue Miss Île-de-France 2021 à Dammarie-les-Lys (Seine-et-Marne) le 3 octobre.

### Miss France 2022
Le 11 décembre 2021, Diane Leyre participe à l'élection de Miss France 2022. Avant le début de l’émission, elle fait partie des candidates favorites du public ; le PSG fait un tweet afin d'encourager à voter pour elle.
Lors du défilé en costumes régionaux, elle est remarquée en ayant comme accessoire une véritable baguette de pain.
Alors qu'elle est citée parmi les 15 demi-finalistes, elle demande au public, lors de son discours de présentation, de « l'adopter pour un an seulement ».
Au défilé des cinq finalistes en robe de soirée, elle trébuche sur sa robe et manque de chuter sur scène (de même que Miss Alsace, Cécile Wolfrom).
À l'issue du concours, elle remporte le titre de Miss France 2022, devançant Floriane Bascou, Miss Martinique. Elle succède ainsi à Amandine Petit, Miss France 2021. Elle est la troisième Miss Île-de-France à décrocher la couronne, depuis 58 ans, après Muguette Fabris en 1963 et la première venant de la région parisienne depuis 25 ans, après Patricia Spehar (Miss Paris 1996 et Miss France 1997). Selon les détails du vote, elle est 3e dans le vote du public et 1re dans celui du jury.
Diane Leyre devait initialement représenter la France à Miss Univers 2022 ou Miss Monde 2023, mais a été remplacée par Floriane Bascou, sa première dauphine, et Clémence Botino, Miss France 2020, respectivement, aux deux compétitions. Diane Leyre a publié une déclaration indiquant qu'elle ne participerait pas à Miss Univers car elle n'avait pas assez de temps pour se préparer au concours, en raison de son emploi du temps en tant que titulaire du titre de Miss France et animatrice radio,.
Le 17 décembre 2022 à Châteauroux, elle transmet son titre à Indira Ampiot, Miss Guadeloupe 2022 élue Miss France 2023.
Initialement écartée des concours internationaux en 2022, Diane Leyre représente la France lors de la 72ᵉ édition du concours Miss Univers qui se déroule le 18 novembre 2023 au Salvador, où elle est éliminée au premier tour de l'élection.

### Activités audiovisuelles
Du 29 août 2022 au 7 juillet 2023, Diane Leyre a co-animé le Morning sans filtre, aux côtés de Guillaume Genton, Fabien Delettres et Yannick Vinel, sur Virgin Radio (redevenue Europe 2).
En février et mars 2024, elle est candidate dans la treizième saison de Danse avec les stars sur TF1 avec Yann-Alrick Mortreuil pour partenaire de danse. Elle termine 10e de la compétition.

## Émissions

### Radio
- 2022-2023 : Le Morning sans filtre Virgin Radio/Europe 2) : coanimatrice
- 2022 : Les Grosses Têtes sur RTL : sociétaire

### Télévision
- 2021 : Élection de Miss France 2022 sur TF1 : candidate élue Miss France
- 2022 : Good Singers sur TF1 : enquêtrice (saison 3)
- 2022 : Le Grand Quiz sur TF1
- 2023 : Fort Boyard sur France 2 : candidate
- 2024 : Danse avec les stars (saison 13) sur TF1 : candidate
- 2025 : Murder Party sur M6 : candidate